# Heribert August
Heribert Dieter August (* 27. April 1947 in Kittlitz) ist ein deutscher katholischer Priester, der drei Jahrzehnte als Pfarrer in Burtscheid wirkte. Für sein karitatives Engagement in Aachen und Sarajevo wurde er 2013 mit dem Bundesverdienstkreuz ausgezeichnet.

## Leben
August kam als Kind mit seiner Familie nach Krefeld-Traar und zog später nach Aachen. Als 15-Jähriger kam er an das Aachener Pius-Gymnasium, wo er der erste Schülersprecher in der Geschichte der Schule wurde und das Abitur ablegte. Nach dem Theologiestudium empfing er die Priesterweihe und wurde als Kaplan nach Krefeld, Mönchengladbach und schließlich nach Burtscheid entsandt, wo er zugleich CAJ-Diözesankaplan war. Auf Wunsch der Burtscheider Pfarrgemeinde St. Michael wurde er 1983 zu deren Pfarrer ernannt und blieb es bis zu seiner Emeritierung 2012. In dieser Zeit bildete das 1970 innerhalb des Pfarreigebiets von St. Michael in dem Neubaugebiet Branderhof entstandene Gemeindezentrum St. Aposteln mit St. Michael pfarrlich eine Einheit; die von August geleitete Gemeinde nannte sich deshalb St. Michael-Burtscheid und St. Aposteln. 1998/99 schloss sich die Gemeinde mit der vakanten Nachbarpfarrei Herz Jesu zu einem Gemeindeverbund zusammen, den August als Oberpfarrer leitete. Kurz vor seiner Pensionierung wurde im Rahmen der seit 2008 umgesetzten Gemeindestrukturreform im Bistum Aachen zum 1. Januar 2010 die Fusion aller Burtscheider Pfarreien (St. Michael mit St. Aposteln, Herz Jesu, St. Gregorius und St. Johann-Baptist) zu einer Großgemeinde mit dem Patrozinium des heiligen Gregor von Burtscheid vollzogen, deren Zusammenwachsen er in den ersten beiden Jahren bis zur Übergabe an seine Nachfolger als leitender Pfarrer begleitete.
Seit 1984 war August Kuratoriumsvorsitzender der Stiftung Marienhospital Aachen; in dieser Zeit trieb er den Ausbau und die Modernisierung der Einrichtung maßgeblich voran. Sein Einsatz für Bosnien begann durch die Bekanntschaft mit einem Priester aus der Region. Schon seit 1977 unterstützte er Bedürftige in der Region Sarajevo mit Kleider- und Lebensmitteltransporten. Während des Jugoslawienkriegs organisierte er eine Hilfsaktion für das belagerte Sarajevo. Nach dem Krieg koordinierte er die Hilfe von Aachener Handwerkern und Spendern für den Wiederaufbau und verschiedene soziale Projekte in der Stadt sowie vor allem die Sanierung der schwer beschädigten Herz-Jesu-Kathedrale, der Bischofskirche von Sarajevo. 2003 ernannte ihn Erzbischof Vinko Puljić von Sarajevo zum Ehrendomkapitular der Kathedrale; 2010 verlieh ihm Papst Benedikt XVI. auf Puljićs Betreiben den Titel eines Ehrenkaplans Seiner Heiligkeit (Monsignore).
Im Juni 2022 wurde mitgeteilt, dass Heribert August aus Altersgründen das Amt des Kuratoriumsvorsitzenden niedergelegt hat. Zu seinem Nachfolger wurde Bernd Mathieu, bisheriger Stellvertreter im Kuratoriumsvorstand und ehemaliger Chefredakteur der Aachener Zeitung/Aachener Nachrichten, gewählt.
Am 13. April 2013 erhielt er aus der Hand des Aachener Oberbürgermeisters Marcel Philipp das Bundesverdienstkreuz am Bande.